# Петров, Владимир Михайлович (режиссёр)
Влади́мир Миха́йлович Петро́в (10 [22] июля 1896, Санкт-Петербург — 7 января 1966, Москва) — советский кинорежиссёр, сценарист, актёр. Лауреат четырёх Сталинских премий (1941, 1946 — дважды, 1950). Народный артист СССР (1950).

## Биография
Владимир Петров родился в Санкт-Петербурге в семье книгоиздателя; с детства вместе с братом и сестрой участвовал в любительских театральных представлениях на даче в Поповке. В 1915—1916 годах учился на юридическом факультете Петроградского Императорского университета и, одновременно, на драматических курсах Императорского петербургского Театрального училища у Юрия Юрьева.
Во время Первой мировой войны окончил Одесскую школу прапорщиков и служил в армии. Участник Гражданской войны.
Творческую деятельность начинал как драматический актёр, с 1917 года играл в «Лесном Зимнем театре» в Петрограде. С 1918 года — актёр и режиссёр в труппе известного театрального режиссёра Гордона Крэга в Англии. Вернулся в Россию в 1920 году.
По словам писателя Бориса Васильева, в творческой среде ходили слухи, будто в те годы Петров на самом деле воевал в Белой армии: по одной версии, он участвовал в Первом Кубанском походе, попал в плен и был освобождён по личной просьбе Константина Станиславского и Владимира Немировича-Данченко; по другой — служил начальником контрразведки у Антона Деникина и добровольно перешёл на сторону большевиков. Его также называли разведчиком в тылу армии генерала Константина Мамонтова и английским шпионом, сдавшим агентуру и за это помилованным. Ещё одна версия гласит, что в 1918 году он служил в ставке барона Врангеля, но перешёл на сторону Красных и до 1922 года служил в ВЧК.
В 1924 году учился на кинокурсах Вячеслава Висковского, с 1925 года работал на киностудии «Севзапкино» помощником режиссёров Висковского, Семёна Тимошенко, Григория Козинцева и Леонида Трауберга.
В 1928 году дебютировал как режиссёр, совместно с Николаем Береснёвым поставив детский фильм «Золотой мёд» о перевоспитании беспризорников в детской трудовой коммуне. Фильм на несколько лет опередил другую известную ленту о беспризорниках — «Путёвка в жизнь» (1931), сделав Петрова одним из первых советских детских режиссёров.
Для детей и юношества были предназначены и следующие картины «Джой и Дружок» (1928), «Адрес Ленина» (1929), «Фриц Бауэр» (1930). В его ранних картинах чувствовалось влияние немецкого экспрессионизма, что приводило к излишней мрачности и сложности восприятия.
В число ведущих советских кинорежиссёров вошёл после экранизации пьесы Александра Островского «Гроза» (1934), в которой был занят актёрский ансамбль в составе Аллы Тарасовой, Варвары Массалитиновой, Михаила Тарханова, Михаила Царёва, Михаила Жарова. На 2-м Венецианском фестивале, где фильм в числе прочих советских картин завоевал кубок выставки, был особо отмечен актёрский ансамбль «Грозы».
Известной работой режиссёра стала масштабная историческая постановка «Пётр Первый» (1937—1939) по совместному с Алексеем Толстым сценарию. Игра Николая Симонова и картина в целом отмечались среди наиболее значительных достижений раннего советского кино.
С 1943 года работал режиссёром «Мосфильма». В 1944 году поставил картину «Кутузов», в которой главную роль исполнил Алексей Дикий. В 1945 году перенёс на экран пьесу Островского «Без вины виноватые», отмеченную премией кинофестиваля в Венеции, а в 1948—1949 годах поставил фильм «Сталинградская битва».

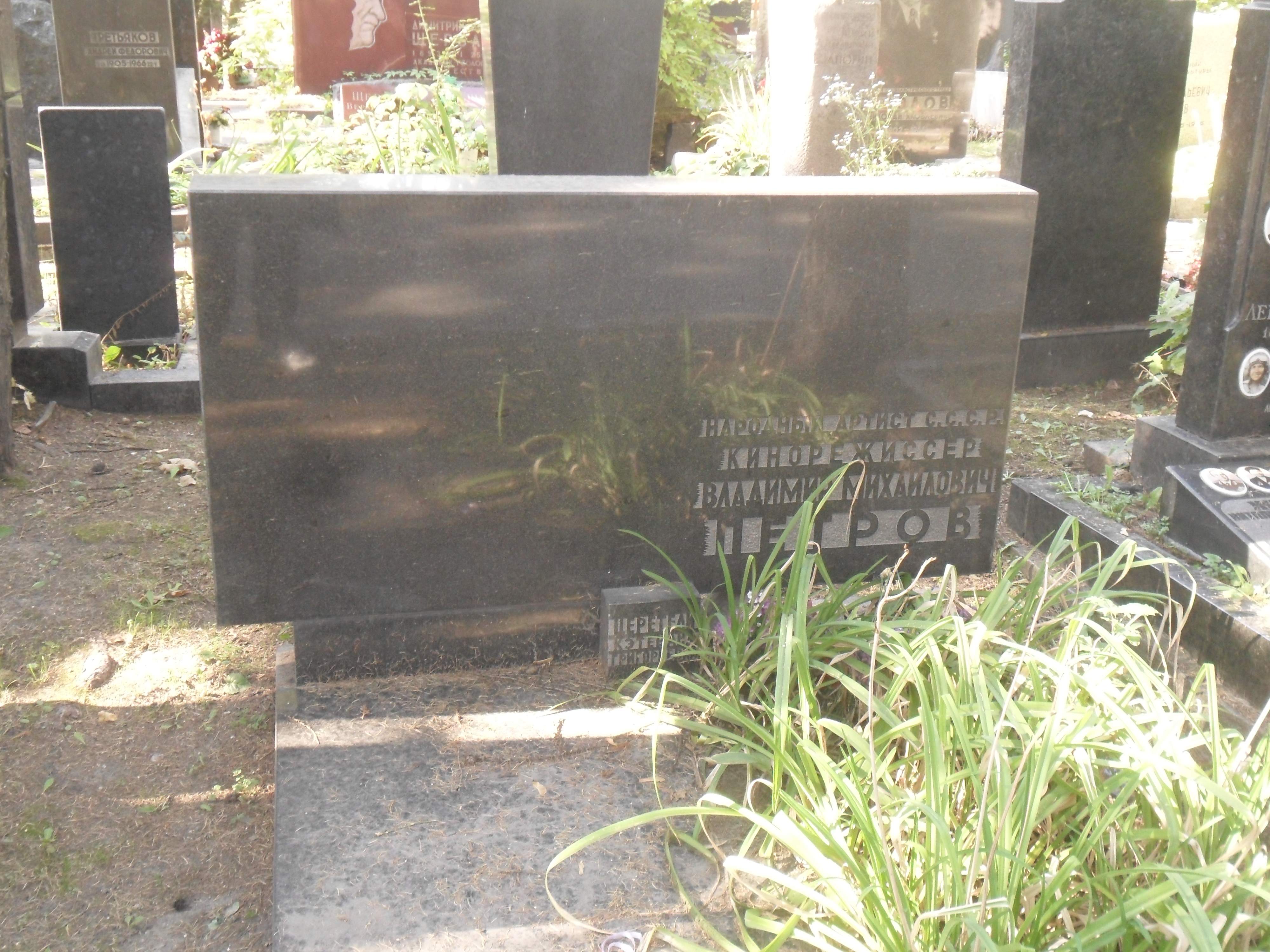
Могила Петрова на Новодевичьем кладбище

Экранизации русской литературной классики оставались в центре творчества режиссёра и в 1950-е годы: «Ревизор» (1952), «Поединок» (1957), «Накануне» (1959). За умение подбирать актёров и работать с ними, в том числе, за творческую свободу, которую он им предоставлял, получил прозвище «актёрский режиссёр», которым гордился.
Николай Черкасов писал в мемуарах, что Петров «по методам работы близок к режиссёрским традициям Московского Художественного театра, мастеров которого он обычно привлекал к участию в своих картинах. Как режиссёр он отличался глубиной и широтой мышления, стремлением к большим масштабам, желанием решать крупные, значительные задачи и умением преодолевать всевозможные трудности во имя достижения высокого качества».
Был автором сценариев большинства своих фильмов.
С начала 50-х жил в Москве в доме 31/29 по ул.Поварская, на одной лестничной площадке с режиссером Всеволодом Пудовкиным.
Владимир Петров скончался 7 января 1966 года в Москве. Похоронен на Новодевичьем кладбище (участок № 6).

### Семья
- Жена — Кэтевана Григорьевна Церетели (умерла в 1977 году)[10].

## Фильмография
| 1928      | Золотой мёд                      | зелёная ✓ |           | совместно с Н. Я. Береснёвым, фильм не сохранился                                |
| 1928      | Джой и дружок                    | зелёная ✓ | зелёная ✓ | режиссура и сценарий совместно с М. Хухунашвили, фильм не сохранился             |
| 1929      | Ледяная судьба                   | зелёная ✓ | зелёная ✓ | сценарий совместно с Б. Л. Бродянским, фильм не сохранился                       |
| 1929      | Адрес Ленина                     | зелёная ✓ |           | фильм не сохранился                                                              |
| 1930      | Фриц Бауэр                       | зелёная ✓ | зелёная ✓ | фильм не сохранился                                                              |
| 1931      | Плотина                          | зелёная ✓ | зелёная ✓ | фильм не сохранился                                                              |
| 1931      | Товарный № 717                   |           | зелёная ✓ | фильм не сохранился                                                              |
| 1932      | Беглец (короткометражный)        | зелёная ✓ | зелёная ✓ | сценарий совместно с М. Ю. Блейманом                                             |
| 1933      | Гроза                            | зелёная ✓ | зелёная ✓ |                                                                                  |
| 1937—1938 | Пётр Первый                      | зелёная ✓ | зелёная ✓ | совместно с С. И. Бартеневым, сценарий совместно с А. Н. Толстым и Н. М. Лещенко |
| 1941      | Чапаев с нами (короткометражный) | зелёная ✓ |           |                                                                                  |
| 1942      | Неуловимый Ян                    | зелёная ✓ |           | совместно с И. М. Анненским                                                      |
| 1943      | Кутузов                          | зелёная ✓ |           |                                                                                  |
| 1944      | Юбилей                           | зелёная ✓ | зелёная ✓ | совместно с Г. А. Левкоевым                                                      |
| 1944      | Без вины виноватые               | зелёная ✓ | зелёная ✓ |                                                                                  |
| 1948—1949 | Сталинградская битва             | зелёная ✓ |           |                                                                                  |
| 1951      | Спортивная честь                 | зелёная ✓ |           |                                                                                  |
| 1952      | Ревизор                          | зелёная ✓ | зелёная ✓ | совместно с В. Швелидзе                                                          |
| 1956      | 300 лет тому…                    | зелёная ✓ |           |                                                                                  |
| 1957      | Поединок                         | зелёная ✓ | зелёная ✓ |                                                                                  |
| 1959      | Накануне                         | зелёная ✓ | зелёная ✓ | сценарий совместно с О. Василевым                                                |
| 1960      | Первый урок                      | зелёная ✓ |           | совместно с Р. Вылчановым                                                        |
| 1963—1964 | Русский лес                      | зелёная ✓ | зелёная ✓ | сценарий совместно с Л. М. Леоновым и Ю. Б. Лукиным                              |

## Звания и награды
- Заслуженный артист РСФСР (1935)
- Народный артист СССР (1950)
- Сталинская премия первой степени (1941) — за фильм «Пётр I» (1937, 1938)
- Сталинская премия первой степени (1946) — за фильм «Кутузов» (1943)
- Сталинская премия второй степени (1946) — за фильм «Без вины виноватые» (1945)
- Сталинская премия первой степени (1950) — за фильм «Сталинградская битва» (1949)
- Орден Ленина (23.03.1938) — в связи с выпуском выдающихся кинофильмов, получивших единодушное одобрение зрителей, «Ленин в Октябре», «Петр I-ый» и колхозный фильм «Богатая невеста»
- Орден Трудового Красного Знамени (1944)
- Медаль «За доблестный труд в Великой Отечественной войне 1941—1945 гг.»
- МКФ в Венеции (Кубок одному из шести лучших фильмов, фильм «Гроза») (1934)
- Всемирная выставка «Искусство и техника в современной жизни» в Париже (Особый диплом, фильм «Петр Первый (1-я серия)») (1937)
- МКФ в Венеции (Латунная медаль, за фильм «Без вины виноватые») (1945)
- МКФ в Карловых Варах (Большая премия «Хрустальный глобус» за фильм «Сталинградская битва») (1948—1949)
- 4-й МКФ в Марианске-Лазне (Главная премия за фильм «Сталинградская битва») (1949)
- МКФ трудящихся в Готвальдове, ЧССР (Премия Победы, фильм «Сталинградская битва») (1949)[11][неавторитетный источник]